# ربات، کانه‌بادام
ربات یک منطقهٔ مسکونی در تاجیکستان است که در ولایت سغد واقع شده‌است. ربات ۲٬۷۸۶ نفر جمعیت دارد.